# ماگدالنا ولینسکا-ریدی
ماگدالنا ولینسکا-ریدی (به لهستانی: Magdalena Wolińska-Riedi، متولد ۲۲ مه ۱۹۷۹) یک روزنامه‌نگار، نویسنده و مجری تلویزیونی لهستانی است که تابعیت واتیکان را نیز ازطریق ازدواج دارد. او پس‌از فارغ‌التحصیلی از دانشگاه ورشو در لهستان قبل از تبدیل شدن به خبرنگار تلویزیا پولسکا ایتالیا، به‌عنوان مجری سفر شروع به کار کرد.

## تحصیلات
ماگدالنا ولینسکا-ریدی دارای مدرک زبان ایتالیایی از دانشگاه ورشو لهستان و مدرک تاریخ کلیسا از دانشگاه پاپی گریگوری رم است. او همچنین در آکادمی دیپلماتیک در ورشو لهستان تحصیل کرد.

## پیشه
در سال ۲۰۱۴، ولینسکا-ریدی جایگزین اورزولا رژپچاک به‌عنوان خبرنگار ایتالیایی برای شبکه تلویزیونی لهستانی تلویزیا پولسکا شد. از او دعوت شد تا این نقش را ایفا کند زیرا مدیران تلویزیا پولسکا یک مستند از او دربارهٔ مردم لهستان در شهر واتیکان را دیده بودند. در سال ۲۰۱۶، ماگدالنا ولینسکا-ریدی توسط رئیس‌جمهور لهستان آندری دودا دعوت شد تا از طرف لهستان هدیه‌ای را به پاپ فرانسیس به‌عنوان تنها نماینده لهستان در شهر واتیکان تقدیم کند. این کار بحث‌برانگیز بود و نقض تشریغات دیپلماتیک برای ولینسکا-ریدی برای ارائه به‌عنوان هدایای دولتی توسط رئیس دولت یا یکی از اعضای عالی‌رتبه دولت تلقی می‌شود.
ولینسکا-ریدی علاوه‌بر کار به‌عنوان روزنامه‌نگار، به‌عنوان مترجم لهستانی برای زبان‌های ایتالیایی و لاتین نیز کار می‌کند. ازطریق کار ترجمه، او در مقام قانونی با سریر مقدس، روم مقدّس و دادگاه عالی امضای حواری در ارتباط بوده است.

## زندگی شخصی
ولینسکا-ریدی با یکی از اعضای گارد پاپی سوئیس ازدواج کرده است و توسط کاردینال جوزف راتزینگر، که بعدها پاپ بندیکت شانزدهم شد، ازدواج کرد. او از سال ۲۰۰۳ در شهر واتیکان زندگی و کار کرده است. او ازطریق ازدواج با همسرش تابعیت شهر واتیکان را دارد، بنابراین او یکی از حدوداً ۳۰ زن شهر واتیکان است. او دو دختر دارد که هر دو توسط پاپ بندیکت غسل تعمید داده شده‌اند.